# Earth Run Europe
Earth Run Europe je projekt/utrka ekološkog Earth run tipa, za razliku od drugih sličnih utrka koje su obično od 3 do 20-ak kilometara, ovo je ultramaratonska trka  - trka kojom odabrani ultramaratonci trčanjem povezuju europske nacionalne parkove, sa startom i ciljem u Hrvatskoj. Trka je jedna od najduljih u svijetu, izuzetno atraktivna, i kao takva, povoljno je tlo za promociju, posebno ekoloških i održivih sadržaja.
Ove godine utrka je dužine oko 2700 km, traje 27 dana i obuhvatit će 9 zemalja i 22 nacionalna parka.
Start Trke je u Nacionalnom parku Plitvička jezera, 05. lipnja (dan zaštite okoliša), a cilj u Zagrebu, 01. srpnja, na dan ulaske Hrvatske u EU.
- START: Plitvička jezera, 05. lipnja 2013. na dan zaštite okoliša
- CILJ: Zagreb, 1. srpnja 2013. na dan ulaska Hrvatske u EU
- Trajanje: 27 dana
- Dužina: 2750 km
- Broj zemalja: 9
- Broj NP: 22
- Broj trkača: 4
- Prosječno km/trkač/dan: 101 km
- Broj biciklista: 4
- Prosječno km/biciklist/dan: 101 km

## Kratka povijest trke
Udruženje "Prijatelj" je 1997. godine pokrenulo projekt pod nazivom "Trka hrvatski nacionalni parkovi '97". Iz obaveze i odgovornosti koju su pred organizatora postavili izuzetni rezultati projekta, a potom i iz zaljubljenosti sudionika u Trku, proizašla je udruga Planet Zemlja. Planet Zemlja organizira Trku do danas.
Granice nisu dovoljne
1997. godine bili smo, kao ekološki aktivisti, angažirani na povećavanju učinkovitosti zaštite nacionalnih parkova i parkova prirode te povećavanju zaštićenog područja u Hrvatskoj. Svjesni da proglašenje nekog područja nacionalnim parkom nije jamstvo ekološke zaštite svih prirodnih resursa unutar granica, pokrenuli smo projekt pod nazivom "Trka hrvatski nacionalni parkovi '97". Osovina tog projekta bila je ultramaratonska utrka u kojoj su maratonci trčali od jednog do drugog nacionalnog parka, te na taj način povezali sve hrvatske nacionalne parkove. Koristeći se dugoprugaškim trčanjem kao simbolom zdravlja, odlučnosti i izdržljivosti te nacionalnim parkovima kao simbolima vrijedne i zaštićene prirode, uspjeli smo ostvariti izuzetno upečatljiv način izražavanja. Kako smo već prvih godina uspjeli privući značajnu pažnju javnosti samom utrkom i brojnim popratnim događanjima, trka je postala društveno značajan događaj, kojim se, dugoročno gledajući može bitno utjecati na promjenu ponašanja zajednice.
1999. g. krenuli smo u razradu modela za trku Earth Run na lokalnoj razini, da bi 2000. g. održali promotivnu trku Earth Run od NP Risnjak do NP Triglav u Sloveniji. 
Utrka se održavala pet godina za redom – od 1997. do 2001., a obnovljena je 2009. godine.

## Utrka nije takmičarskog karaktera
"Jedini" zadatak maratonaca je da istrče svih 2700 km planirane rute.
Trkači će odmarati u pratećem kamper vozilu, dok će pratnja, osiguranje i logistika biti organizirana u skladu s ekološkom principima – na biciklima.
Trkačima Green Teama priključivat će se lokalni športaši, rekreativci, i veliki broj pasivnih sudionika u organiziranim dočecima. Trkači će im dijeliti ekološke priručnike s najznačajnijim savjetima o vlastitom angažmanu na unapređenju kvalitete življenja.
Uz trku će biti vezana i brojna tzv. popratna događanja kao što su izleti u prirodu, akcije čišćenja okoliša, pozdravni skupovi na mjestima s pohvalnim ekološkim napretkom i sl. U realizaciju popratnih događanja bit će uključene škole, ekološke organizacije, športski i planinarski klubovi, gradska i mjesna poglavarstva, te druge organizacije i pojedinci.
Glavni cilj projekta:
Usmjeriti pažnju javnosti na globalno ekološko stanje i potaknuti građane na preuzimanje odgovornosti za očuvanje onoga što pripada svima - planeta Zemlje.
Dodatni ciljevi projekta:
Promocija Hrvatske:
- Kao zemlje nacionalnih parkova
- Kao ekološki orijentirane zemlje
- Kao zemlje ekološke budućnosti
- Kao turističke destinacije

## Earth run Hrvatska
Osim centralne trke, organizirat ćemo i dvanaest satne trke pod nazivom Earth Run Hrvatska. Najmanje jedan trkač će trčati 12 sati bez prekida, a povremeno će mu se priključivati djeca, sportaši i drugi građani.
Počevši od 1. travnja, pa do starta Earth run Europa, svakog ponedjeljka će se održati jedno 12 satno trčanje na naknadno definiranim lokacijama u Hrvatskoj.
8 trka bit će posvećeno svakom od 8 hrvatskih nacionalnih parkova, a jedna, na dan planeta Zemlja, 22. 04.  - Zemlji. Taj dan će se trčati 24 sata.